# Lijst van nationale parken in Bolivia
| Nationaal park                        | Stichtingsjaar | Oppervlakte | Foto |
| ------------------------------------- | -------------- | ----------- | ---- |
| Nationaal park Aguaragüe              | 2000           | 45822 ha    |      |
| Nationaal park Amboró                 | 1973           | 4425 km²    |      |
| Nationaal park Carrasco               | 1991           | 622600 ha   |      |
| Nationaal park Iñao                   | 2004           | 2630,9      |      |
| Nationaal park Isiboro Sécure         | 1965           | 1372,180 ha |      |
| Nationaal park Madidi                 | 1995           | 18957,5 km2 |      |
| Nationaal park Noel Kempff Mercado    | 1979           | 15234 km2   |      |
| Nationaal park Sajama                 | 1939           | 1002 km2    |      |
| Nationaal park Torotoro               |                | 165,7 km2   |      |
| Nationaal park Tunari                 | 1978           | 309091 ha   |      |
| Nationaal park Cotapata               |                |             |      |
| Nationaal park Kaa-Iya del Gran Chaco |                |             |      |
| Nationaal park Otuquis                |                |             |      |